# SIG Sauer Mosquito
Die SIG Sauer Mosquito ist eine Kleinkaliberpistole. Es ist eine Selbstladepistole im Kaliber .22 lfB. Als Vorbild dient die Großkaliberpistole P226 von SIG Sauer.
Die unter der Marke SIG Sauer verkaufte Waffe wurde ab 2003 im Auftrag bei German Sport Guns (GSG) entwickelt und produziert. Nachdem die Produktion 2013 eingestellt worden war, stellte GSG ab 2015 für Swiss Arms das überarbeitete Nachfolgemodell GS22 her, danach unter eigener Marke den Nachfolger GSG Firefly.

## Technik
Durch die kleinere Kalibergöße der Mosquito betragen die Abmessungen rund 90 Prozent gegenüber dem größeren Vorbild im Kaliber 9 × 19 mm. Der Schlitten ist aus Zink-Druckguss gefertigt. Rahmen/Griffstück sind wie bei modernen Gebrauchspistolen üblich aus Kunststoff, wodurch die Waffe ein niedriges Gewicht hat. Stark beanspruchte Teile wie der Lauf sind aus Stahl gefertigt. Anders als das Vorbild hat die Pistole einen Feder-Masse-Verschluss. Dies ist bei Kleinkaliberpistolen üblich.
Dadurch kann der Lauf feststehend ausgeführt werden und ist nicht wie bei Großkaliberpistolen beweglich. Eine hervorragende Eigenpräzision der Waffe ist die Folge. Durch zwei in ihrer Federcharakteristik unterschiedliche (Verschluss-)Schließfedern können Standard-Patronen und auch High-Velocity-Patronen verschossen werden. Unter dem Lauf befindet sich für diverse Anbauteile eine Picatinny-Schiene. Als Zubehör ist neben einem (langen) Wechsellauf eine Brückenmontage (siehe Abbildung im Artikel Sportpistole), ein Point-Sign-Leuchtpunktvisier und ein Lauf mit einem Gewinde für einen Schalldämpfer erhältlich.

## Modellvarianten
Sechs verschiedene Modelle wurden angeboten. Das Standardmodell „Mosquito“ diente als Basis der fünf weiteren Modelle. Zwei unterschiedliche Lauflängen sind durch ein Wechselsystem möglich. Dadurch ergeben sich unterschiedliche Gewichte der verschiedenen Modelle. Das Modell „Mosquito SD“ ermöglicht durch einen Lauf mit Gewinde am vorderen Ende den Anbau eines Schalldämpfers. Weiterhin waren verschiedene Farbkombinationen von Schlitten und Griffstück erhältlich, wodurch sich die weiteren Modellvarianten ergeben.